# Aromawert
Der Aromawert einer Substanz ist der Quotient aus der Konzentration dieser Substanz und der Geruchsschwelle, das heißt der Konzentration, die gerade noch wahrgenommen werden kann. Ein Aromawert größer als 1 bedeutet also, dass die Verbindung wahrgenommen werden kann.
Der Aromawert charakterisiert Verbindungen, die zum Aroma beitragen. Berücksichtigt werden dabei weder synergistische Wirkungen noch Antagonismen. Die Ermittlung des Aromawertes ist sehr aufwendig, da alle Geruchsschwellen im relevanten Lösungsmittel bekannt sein müssen.